# Ónody Márta

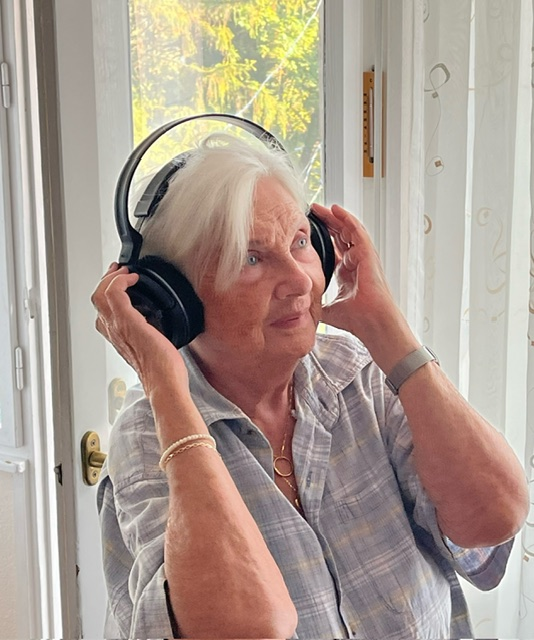
Ónody Márta

Ónody Márta született Kiss Márta (Budapest, 1937. augusztus 12. –) magyar operaénekes és énekmester, professor emerita, a Liszt Ferenc Zeneművészeti Egyetem, korábban a Színház- és Filmművészeti Egyetem nyugalmazott tanára. Munkássága meghatározó a 20–21. századi magyar énekpedagógiában, tanítványai között számos világszerte elismert operaénekes és színművész található.
Ónody Márta énekelte a Szállnak a darvak (Letyat zhuravli, 1957) című szovjet film magyar változatának betétdalát, amely később önálló dalként is ismertté vált. A felvétel a Magyar Rádió és Televízió Tánczenekarával, valamint a Visszhang Vokálegyüttessel készült, Kiss Márta néven jelent meg.

## Életpályája
Tanulmányait a Liszt Ferenc Zeneakadémián végezte dr. Sipos Jenő tanítványaként. Pályáját oratórium- és koncerténekesként kezdte, majd meghatározó szerepet töltött be a magyar énekpedagógia és színészképzés területén.

Fontosabb munkahelyei:
- Színház- és Filmművészeti Főiskola: színész osztályok ének- és hangképző tanára
- Liszt Ferenc Zeneművészeti Egyetem: magánének- és operaénekes képzés, énekmetodika oktatás

Tanári tevékenysége során számos musicalprodukcióban működött közre énekes felkészítőként és rendezőtársként, többek között Nádasdy Kálmán irányításával.
Külföldi mesterkurzusokat tartott Weimarban és Grazban, ahol módszertani kérdésekkel, hangtechnikai elméletekkel és szerepformálással is foglalkozott.

## Tanítványai
- Adamis Anna
- Bártfai-Barta Éva
- Bátky Fazekas Zoltán
- Bokor Jutta
- Császár Angela
- Cserna Ildikó
- Gődény Márta
- Hertelendy Rita, a Magyar Állami Operaház címzetes énekese
- Komlósi Ildikó, magyar opera-énekesnő, a Pavarotti énekverseny 1986-os győztese
- Perencz Béla, a Magyar Állami Operaház énekese
- Rost Andrea
- Pokorny Lia
- Sánta Jolán,
- Sümegi Eszter
- Szécsi Edit
- Takács Katalin
- Timár Béla
- Váradi Hédi
- Venczel Vera

## Családja
Házas, férje Ónody Sándor (1934) mérnök. Házasságukból egy lány és egy fiúgyermek született: Gabriella (1959) és Sándor (1963).

## Díjai, elismerései
- Magyar Művészeti Akadémia elismerő oklevele[5]

## Főbb publikációi
- Ónody Márta: A magyar szöveges zene előadásmódjának prozódiai kérdéseiről, Parlando, 1972. Nr. 9. p. 11-15.
- Ónody Márta: Kodály szólóénekre írt székely népballada feldolgozásainak költői világa, Parlando, 1972. Nr. 12. p. 17-19.
- Ónody Márta: A középiskolai énektanárok és karvezetők hangképzés és énektechnikai felkészültségének jelentősége és gyakorlati alkalmazása zenei munkaterületükön, Parlando,1973. Nr. 10-11. p. 13-15.
- Ónody Márta: A fedés terminológiájának tisztázása a modern énekpedagógiában, Parlando, 1985. Nr. 11. p. 23-26.
- Ónody Márta: A regiszterkiegyenlítés problémáiról, Parlando, 1986. Nr. 8-9. p. 18-22.
- Ónody Márta: Gondolatok az énekhang rezonanciájáról, Parlando, 1993. Nr. 3. p. 3-8.
- Az énektanítás módszertana, Budapest, LFZF egyetemi jegyzet, 1982.